# Grand Theft Auto: Chinatown Wars
Pour les articles homonymes, voir GTA et Chinatown.
Grand Theft Auto: Chinatown Wars est un jeu vidéo d'action développé par Rockstar Leeds avec le soutien de Rockstar North. Édité par Rockstar Games, le jeu est sorti le 17 mars 2009 en Amérique du Nord et le 20 mars 2009 en Europe. Il s’agit du treizième épisode des Grand Theft Auto, et du premier opus tactile de la série, sortant notamment sur Nintendo DS, iPhone, iPod Touch et iPad d'Apple. Il a été annoncé pour la première fois durant l'édition 2008 de l’E3. Il a été adapté le 18 décembre 2014 sur smartphones et tablettes Android.
Le jeu se déroule en 2009 dans la ville fictive de Liberty City, sans le quartier d'Alderney. Il propose un mode de jeu en ligne.

## Trame

### Scénario
L'action du jeu se déroule en 2009, où Huang retrouve son oncle Kenny au « Sum Yung Gai », le restaurant de celui-ci, alors qu'il est dépouillé et ensanglanté. Néanmoins, Kenny est furieux, car il comptait offrir Yu Jian à Hsin Jaoming, et ainsi devenir son successeur. Mais il reste heureux que son neveu soit en vie, ayant fortement besoin de lui, et lui laisse ainsi en conséquence un appartement à Cerveza Heights, où Huang se repose. Remis sur pied, Huang est envoyé par Kenny sur le tournage d'un film érotique où la police effectue une descente. Il y rencontre Ling Shan, une jeune femme également maître d'armes, qui s'occupait de surveiller le tournage. Elle apprend à Huang comment échapper à la police et comment se défendre, et Huang tombe amoureux d'elle. Malheureusement, elle meurt brusquement, assassinée par un groupe constitué de Spanish Lords, un gang d'origine hispanique. Ensuite, sur demande de Kenny, Huang découvre le trafic de drogues, avec l'achat, la vente et les dealers de la ville. Il apprend également que cent caméras de surveillance sont à détruire en ville. C'est également à ce moment-ci du jeu qu'il est contacté par Chan Joaming, le fils de Hsin, le chef des triades. Celui-ci doit remporter une course de rue afin d'obtenir l'appui des Tongs et ainsi d'espérer remplacer son père. Pour y parvenir, Huang est chargé de détruire la voiture d'un champion et durant la course d'empêcher les véhicules concurrents de dépasser Chan. Celui-ci gagne alors la course mais s'attire les foudres d'un gang allié au champion déchu, les Irish American Killers, qui provoquent un incendie et manquent d'éliminer le fils du chef.
Plus tard dans le scénario, le FIB (un pastiche du FBI) décide de s'intéresser aux Triades, ce qui signifie qu'un inconnu proche du l'organisation chinoise se permet de donner des informations confidentielles aux agents fédéraux. Hsin, enragé, commence à suspecter son entourage de le trahir et décide donc de mener une enquête interne pour trouver le coupable parmi tous les alliés des Triades. Il engage pour l'occasion Lester Leroc et le charge de vérifier si le coupable, surnommé « la taupe », se trouve parmi les Angels of Death, un gang de bikers, tout en exigeant que Huang élimine plusieurs personnes soupçonnées par Hsin d'être cette taupe : un homme protégé par le FBI en le tuant au fusil de précision, ainsi que deux autres hommes dont Huang est chargé de couper « littéralement » la tête, au risque de perdre la sienne. Hsin a en effet remarqué que les ennuis de son gang ont commencé à la suite de l'arrivée de Huang en ville. En parallèle, à la suite d'un deal raté de Chan, Huang rencontre Wade Heston, qui est en pleine addiction à la cocaïne. Il veut aider Huang dans son enquête afin de ne plus avoir d'ennuis avec l'IAD, et pouvoir ainsi partir en retraite tranquillement. Il lui indique également que le traître est le chef d'un groupe nommé les « Wonsu Nodong ». Huang est ensuite contacté par Rudy D'Avanzo, qui lui affirme que Capra Messina, un autre mafieux, est la taupe du FIB. Il promet d'ailleurs à Huang un enregistrement sonore de Messina prouvant ses dires. En réalité celui-ci n'existe pas, il s'agit en effet d'un prétexte de D'Avanzo pour se venger de la famille Messina par le biais de Huang. Ce dernier décide alors de se venger et de le tuer après avoir découvert la vérité auprès de Hsin.
Enfin, grâce à un indic de Heston, Huang obtient un dossier du FIB affirmant que Chan Jaoming et Zhou Ming sont complices et qu'ils ont trahi les Triades ensemble. Le document en leur possession, Huang et Kenny rejoignent Hsin et lui remettent ce dossier, qui bouleverse le chef et le pousse, dans un accès de colère, à choisir Kenny comme nouveau chef des Triades et à exiger le meurtre des deux traîtres, dont Huang s'occupe. Mais à la suite de la mort de Chan et Zhou, Wade recontacte Huang pour lui annoncer que les informations contenues dans le dossier étaient fausses et que le véritable traître est toujours dans la nature. Les Wonsu Nodong, dont le chef et la taupe sont une seule et même personne, organisent alors une réunion où Huang et Wade se présentent de façon imprévue. Mais l'IAD, le FIB et le NOOSE, une autre organisation anti-criminalité, tentent d'empêcher Heston d'arrêter la taupe qui leur livre de trop précieuses informations. À la suite de cette rencontre incongrue, Huang découvre que le traître du FIB n'est autre que Kenny. Dans un dernier élan, Huang poursuit Kenny à pied, en bateau puis de nouveau sur terre jusqu'à l'appartement de Hsin situé dans le quartier de Little Italy. À l'intérieur Hsin, gravement blessé par Kenny, est allongé au sol dans une mare de sang. Ce dernier, armé de l'épée Yu Jian, tente de tuer son neveu. Il révèle ainsi sa véritable nature : il est le commanditaire de l'embuscade du début du jeu et du meurtre de son frère, le père de Huang. Ce dernier tue son oncle et Heston arrête tous les personnages présents dans la pièce, à l'exception de Huang. Finalement, Heston ajoute en désignant Huang : « C'est un bon gars, pour un gosse de riche. » Malgré cela, toutes les plaies ne sont pas encore refermées. Par l'intermédiaire de son PDA, Huang reçoit un courriel de la part d'un certain Sean qui l'informe de l'arrivée de deux statues de « chiens-lions de Fo » et propose au jeune de les retrouver, celles-ci étant symbole de richesse. Huang est alors mis en relation avec un dénommé Xin ; dans le cas des versions iOS, cette mission est délivrée automatiquement au joueur, sans avoir eu besoin de rechercher les statues..
Xin propose à Huang de distraire la police en dérobant un char appartenant l'armée, tandis que Xin termine le travail. Malheureusement, ce dernier est blessé par balles et lorsque Huang vient lui réclamer la fortune que Xin lui avait promis, il apprend que Xin est le frère de Ling Shan, la maître d'armes de Kenny assassinée au début du jeu, et que Xin avait pour but de venger sa sœur, tenant Huang pour responsable. Hélas, il meurt sans y être parvenu.

### Personnages
Le joueur contrôle Huang Lee (chinois : 黃李), un jeune chinois de 25 ans dont le père, chef de triades, a été assassiné dans un temple de Kowloon. Lorsque le jeu débute, il se rend à Liberty City afin de livrer une épée appelée Yu Jian à son vieil oncle Wu « Kenny » Lee (chinois : 吳“肯尼”李), propriétaire d'un restaurant, afin que celui-ci puisse avoir le contrôle des triades de Liberty City à la suite de Hsin Jaoming (chinois : 饒招明), le chef suprême des triades. Mais lors de son arrivée à l'aéroport de la ville, Huang est pris dans une embuscade, laissé pour mort et se fait voler Yu Jian. Son objectif par la suite est donc de retrouver cette épée et de venger son père par la même occasion. Pour cela, il rencontre différents personnages secondaires, notamment Chan Jaoming (chinois : 陳招明), le fils idiot de Hsin Jaoming, et Zhou Ming (chinois : 周名), un membre des triades très ambitieux, qui sont tous deux en compétition pour prendre la place de Hsin. En parallèle, il croise également, sur fond d'enquête policière : Wade Heston, un agent de police corrompu, Rudy D'Avanzo, un mafieux italien et Lester Leroc, un détective privé obèse. Ces personnages aideront Huang à mener une enquête policière afin de trouver un individu livrant des informations secrètes au FBI sur les gangs de Liberty City.
Le portage du jeu sur PlayStation Portable ajoute des missions supplémentaires à l'intrigue principale, ainsi qu'un nouveau personnage, Melanie Mallard. Melanie Mallard est une jeune journaliste souhaitant réaliser un reportage sur les gangs pour la chaîne de télévision Channel 15. Elle contacte Huang sur recommandation de Chan Jaoming afin de pouvoir filmer les activités des Triades. Elle meurt assassinée par Chan après avoir tenté de diffuser son reportage sans l'autorisation de celui-ci.

## Système de jeu

### Généralités
Grand Theft Auto: Chinatown Wars est un jeu d'action en vue de dessus se déroulant en monde ouvert. L'interface du jeu se sépare en deux parties bien distinctes : l'écran supérieur et l'écran tactile, ou inférieur, de la Nintendo DS. L'écran supérieur affiche avec une vue en plongée les éléments principaux du jeu, tels que les personnages, les véhicules pouvant être dérobés, les passants, les ennemis ou bien les décors qui les entourent. À l'exception des mini-jeux, c'est sur cet écran que toute l'action du jeu réside. Le joueur peut courir, sauter par-dessus des barrières, acheter, voler et conduire des véhicules, se battre au corps à corps ou alors tirer à l'aide d'armes à feu sur ses ennemis. En bas de l'écran peut s'afficher les actions à effectuer lors d'une mission, comme se rendre à un lieu, voler ou détruire un véhicule ou tuer des ennemis. Ceux-ci sont mis en valeur à l'aide d'indices de couleur : des flèches pour les véhicules et les personnages, et des cercles pour les lieux de destination. En haut à droite peuvent apparaître des barres de vie, au cas où le joueur doit protéger quelque chose ou bien quelqu'un.
Grand Theft Auto: Chinatown Wars dispose de nombreux mini-jeux utilisant l'écran tactile et le stylet fourni avec la Nintendo DS. Le joueur peut ainsi voler des véhicules en déverrouillant leurs systèmes de sécurité, ouvrir des portes en brisant des cadenas, manœuvrer des grues ou bien poser des charges explosives. Il peut également acheter des biens immobiliers, en signant les contrats de vente à l'aide du stylet. L'écran tactile sert également à participer au trafic de drogues, en sélectionnant les produits à acheter ou vendre, ainsi que leur quantité.

### Social Club
Grand Theft Auto: Chinatown Wars utilise le Rockstar Games Social Club. Les joueurs peuvent l'utiliser pour enregistrer les statistiques de jeu. Un mode multijoueur est disponible également via la fonction wi-fi local de la Nintendo DS. Il est possible aussi avec les autres joueurs de discuter en ligne, échanger des objets et partager leurs statistiques. Avec le Social Club, le joueur peut aussi télécharger de nouvelles missions.

## Développement
Grand Theft Auto: Chinatown Wars est annoncé pour la première fois le 15 juillet 2008 lors de la conférence de presse de Nintendo lors de l’Electronic Entertainment Expo,. L’annonce que le jeu ne sera pas un portage mais une exclusivité Nintendo DS crée la surprise et suscite l’intérêt de la presse spécialisée. IGN qualifie ainsi le jeu de « plus grosse surprise » Nintendo DS du salon, soulignant les perspectives intéressantes d’utilisation des fonctionnalités uniques de la console. Quelques jours plus tard, Nintendo met en ligne une description du jeu dévoilant quelques éléments du scénario.
Le 30 juillet 2008, Rockstar met en ligne le site officiel du jeu, annonçant une sortie pour l’hiver suivant,. Le 15 décembre 2008, Rockstar annonce la sortie du jeu pour le 17 et le 20 mars 2009 en Amérique du Nord et en Europe, respectivement,.
Le site Nintendo-Master.com présente ce jeu comme « le plus développé sur DS », avec plus de 800 000 lignes de code.

## Bande sonore
Le thème d'ouverture du jeu, intitulé Chinatown Wars, est composée par Oh No de Stones Throw Records et est interprété par les rappeurs Ghostface Killah et MF DOOM. Il y a cinq radios dans le jeu, avec une bande-son moins étoffée que dans les précédents épisodes de la série, compte tenu des capacités de la console. La version pour Nintendo DS expose une musique de Deadmau5 parmi tant d'autres. De nouvelles radios (au nombre de 6) sont disponibles dans les versions PlayStation Portable et iOS.

## Accueil
Grand Theft Auto: Chinatown Wars est encensé par la presse spécialisée. Les sites GameRankings et Metacritic, qui effectuent des moyennes à partir de nombreuses publications anglophones, lui attribuent tous les deux un score de 94 %,.
Malgré un accueil critique plus qu'encourageant, le jeu est mal reçu par les joueurs avec près de 163 000 unités écoulées durant les deux premiers mois de sa sortie aux États-Unis, au lieu des 200 000 prévues par Rockstar Games. Selon le président-directeur général de Take-Two Interactive Ben Feder, cet échec est dû à l'« essor du piratage sur DS ».
C'est la deuxième fois qu'un jeu vidéo Grand Theft Auto sur console Nintendo s'est aussi mal vendu dans l'histoire de la série, le premier échec étant Grand Theft Auto Advance sur Game Boy Advance en 2004. Le jeu sort plus tard sur PSP et iPhone/iPod Touch, puis finalement sur iPad (en version HD).